# Rugby 7 en los Juegos Europeos
El rugby 7 es una de las tantas disciplinas de los Juegos Europeos.

## Historia
El rugby 7 fue incorporado a los Juegos Europeos en la tercera edición, además el torneo fue clasificatorio a los Juegos Olímpicos de París 2024.

## Torneo masculino

### Ediciones
| Evento        | Oro     | Plata       | Bronce |
| ------------- | ------- | ----------- | ------ |
| Cracovia 2023 | Irlanda | Reino Unido | España |

### Medallero
Actualizado Cracovia 2023
| Núm. | País        | Oro | Plata | Bronce | Total |
| ---- | ----------- | --- | ----- | ------ | ----- |
| 1    | Irlanda     | 1   | 0     | 0      | 1     |
| 2    | Reino Unido | 0   | 1     | 0      | 0     |
| 3    | España      | 0   | 0     | 1      | 1     |
|      | Total       | 1   | 1     | 1      | 3     |

## Torneo femenino

### Ediciones
| Evento        | Oro         | Plata   | Bronce          |
| ------------- | ----------- | ------- | --------------- |
| Cracovia 2023 | Reino Unido | Polonia | República Checa |

### Medallero
Actualizado Cracovia 2023
| Núm. | País            | Oro | Plata | Bronce | Total |
| ---- | --------------- | --- | ----- | ------ | ----- |
| 1    | Reino Unido     | 1   | 0     | 0      | 1     |
| 2    | Polonia         | 0   | 1     | 0      | 1     |
| 3    | República Checa | 0   | 0     | 1      | 1     |
|      | Total           | 1   | 1     | 1      | 3     |